# Ankerl Géza
Ankerl Géza Kornél Tamás, írói álnevei: Guy Ankerl, Guy G. Ankerl, Guy Géza (Sopron, 1933. május 30. – Genf, 2022. április 4.) magyar író, építész, szociológus, egyetemi tanár.

## Életpályája
Ankerl Tamás és Fáber Kornélia gyermekeként született. 1951–1956 között a Budapesti Műszaki és Gazdaságtudományi Egyetem hallgatója volt. 1957–1964 között a Freiburgi Egyetemen szociológiát tanult. 1956-tól 10 éven át építészként dolgozott Svájcban. 1966–1972 között a Montréali Egyetem Társadalomtudományi, valamint Építészeti és Környezettudományi Karán oktatott. 1972-től az MIT, 1984-től a Genfi Egyetem, 1989-től pedig a Budapesti Műszaki és Gazdaságtudományi Egyetem egyetemi tanára volt. Nemzetközi szervek szakértője, Genfben az Egyesült Nemzetek Szervezetének tanácsadója.
Kutatási területe a gazdasági szociológia, szociálökológia, valamint a kommunikációs tudomány.

## Magánélete
1954–1961 között Polyánszky Éva volt a felesége. Egy lányuk született; Magnólia. Megözvegyült, majd 1978-ban Jordan Méryt vette el.

## Művei
- L'épanouissement de l'homme dans les perspectives de la politique économique (1965)
- Sociologues allemands (1972)
- Beyond Monopoly Capitalism and Monopoly Socialism (1978)
- Experimental Sociology of Architecture (1981)
- Towards a Social Contract on a Worldwide Scale (1983)
- Urbanization Overspeed in Tropical Africa (1986)
- Urbanisation rapide dans le Tiers Monde, 1970-2000 (1987)
- A mai tőkés gazdaságirányítás. Mítoszok és valóság; Kossuth, Bp., 1989
- Építészet és kommunikáció (1991)
- Nyugat van, Kelet nincs. Értől az Óceánig; Osiris, Bp., 2000
- Coexisting Contemporary Civilizations (2001)
- Anyanyelv, írás és civilizációk. Vendégségben a Földön. Politikai, gazdasági és művelődéstörténeti tanulmányok; Mundus, Bp., 2004 (Az Antall József Emlékbizottság és Baráti Társaság évkönyvei)